# 22403 Manjitludher
22403 Manjitludher este un asteroid din centura principală de asteroizi.

## Descriere
22403 Manjitludher este un asteroid din centura principală de asteroizi. A fost descoperit pe 5 iunie 1995 la Observatorul Siding Spring de David J. Asher. Asteroidul prezintă o orbită caracterizată de o semiaxă mare de 2,32 ua, o excentricitate de 0,22 și o înclinație de 25,9° în raport cu ecliptica.